# Гаютино (Пошехонский район)
Гаютино — село в Пошехонском районе Ярославской области России. 
В рамках организации местного самоуправления входит в Ермаковское сельское поселение, в рамках административно-территориального устройства является центром Гаютинского сельского округа.

## География
Село расположено на правом берегу реки Маткома, недалеко от её впадения в Рыбинское водохранилище.

## Топоним
Село названо в честь потомка новгородских князей, стрелецкого головы Василия Гаютина.

## История
До 1929 года Гаютино входило в Хмелевскую (с 1921 года — Володарскую) волость Пошехонского уезда Ярославской губернии.
В 1930—1941 годах Гаютино было центром Ермаковского района сначала Ивановской, а с 1936 года — Ярославской области. С 1941 года входит в Пошехоно-Володарский (с 1991 года — Пошехонский) район.

## Население
| 2007 | 2010 |
| ---- | ---- |
| 160  | ↘148 |

По состоянию на 1859 год в деревне было 33 дома и проживало 284 человека.
Согласно результатам переписи 2002 года, в национальной структуре населения русские составляли 99 % из 165 жителей.

## Инфраструктура
В селе имеется несколько таксофонов, почтовое отделение №152854 (обслуживает 136 домов), амбулатория (филиал Пошехонской центральной районной больницы), МБОУ Гаютинская средняя школа (открыта в 1885 году), Гаютинский сельский клуб, Дом рыбака и охотника, продуктовые магазины, отделение Сбербанка.

## Памятники
- Воинской славы[10][11]

## Транспорт
Село разделено пополам автодорогой «Сергиев-Посад — Череповец».

### Общественный транспорт
Гаютино обслуживается пригородным автобусным маршрутом № 119 Пошехонье — Зинкино, междугородними маршрутами №№ 5930 Череповец — Рыбинск, 6794 Череповец — Иваново.

## Улицы
Ветеранов, Молодёжная, Цветочная, Центральная, Юбилейная.